# Доксиламин
Доксилами́н — седативный антигистаминный препарат, обладающий сильным холинолитическим действием.
Применяется в виде соли янтарной кислоты — сукцината доксиламина.
Впервые описан в 1948 или 1949 году.

## Фармакологические группы
H1-антигистаминные средства, снотворные средства.

## Фармакология
Блокирует H1-гистаминовые рецепторы, оказывает м-холиноблокирующее действие. Сокращает время засыпания, повышает длительность и качество сна, при этом не изменяет естественные фазы сна.
Хорошо абсорбируется из ЖКТ. Проходит гистогематические барьеры (включая ГЭБ) и распределяется по тканям и органам. Метаболизируется в печени. Экскретируется почками (60 % в неизмененном виде) и частично — с калом.

## Фармакологическое действие
Снотворное, седативное, противоаллергическое.

## Показания
Бессонница; аллергические реакции, кожный зуд; простудные заболевания и кашель (в составе комбинированных препаратов).

## Дозировка
Капли для приема внутрь, содержащие в 1 мл 25 мг доксиламина сукцината, назначаются пациентам старше 18 лет по 22 капли один раз в сутки за 15—30 мин до сна.
Максимальная суточная доза составляет 44 капли (50 мг). Капли следует принимать внутрь с 100—150 мл жидкости.
Доксиламин в форме таблеток принимается внутрь по 7,5—15 мг за 15—30 мин до сна, запивается небольшим количеством жидкости. При необходимости доза может быть увеличена до 30 мг в сутки. Продолжительность лечения составляет от 2 до 5 дней.

## Побочное действие
Возможна сонливость в дневное время, сухость во рту, парез аккомодации, запор, задержка мочеиспускания.
Вызывает привыкание, которое требует для достижения прежнего эффекта повышение дозы. При внезапном отказе от препарата после продолжительного применения — синдром отмены, длительное изнурительное бодрствование, возможны панические, агрессивные состояния.

## Противопоказания
- повышенная чувствительность к доксиламину или другим компонентам препарата;
- закрытоугольная глаукома;
- гиперплазия предстательной железы, задержка мочи;
- период грудного вскармливания;
- детский и подростковый возраст (до 15 лет).

## Передозировка
В случаях передозировки препаратом могут возникнуть следующие симптомы: сонливость в дневное время, депрессия, беспокойство, нарушение координации движений, тремор, атетоз, судорожный синдром, мидриаз, гиперемия кожи лица, гипертермия.
При передозировке назначается симптоматическое лечение, при необходимости назначаются противосудорожные средства и ИВЛ.

## Особые указания
При лечении доксиламином следует избегать видов деятельности, требующих быстрых психических и двигательных реакций. Его не следует применять во время работы водителям транспортных средств и людям, профессия которых связана с повышенной концентрацией внимания.
Необходимо соблюдать осторожность при ночном пробуждении при приёме препарата, возможна заторможенность или головокружение, иногда, у пожилых людей — падения. На время лечения следует отказаться от приема алкоголя.

## Взаимодействие с другими препаратами
Усиливает (взаимно) депримирующее влияние барбитуратов, бензодиазепинов, клонидина, опиоидных анальгетиков, нейролептиков, этанола и др. М-холиноблокаторы повышают вероятность возникновения антихолинергических побочных эффектов (сухость во рту, задержка мочеиспускания). Алкоголь усиливает седативное действие доксиламина.